# Junno Andrade
Junno Andrade, nome artístico de Ari Garcia de Andrade Júnior (São Paulo, 11 de setembro de 1963), é um ator, apresentador, compositor e cantor brasileiro.

## Carreira
Junno Andrade começou a carreira como cantor em 1988, quando assinava apenas como Juno, lançando seu primeiro álbum naquele ano, embalado pelos sucessos "Amor Clandestino" e "O Primeiro Amanhecer". Em 1991 foi lançado seu segundo álbum, que trouxe a regravação de Roberto Carlos de "Eu te Darei o Céu", e, em 1995, o terceiro e último. Em 1996 começou a se dedicar apenas como compositor, encerrando a carreira como cantor profissional. Em 2010 estreou como ator no teatro protagonizando a peça Sombras, realizando uma sequência de outros projetos teatrais nos anos seguintes. Em 2010 também gravou sua primeira novela, Corações Feridos, no SBT, a qual acabou indo ao ar apenas dois anos depois. Em 2012 assinou com a Rede Globo e integrou o elenco das telenovelas Salve Jorge e Boogie Oogie. Já em 2015 assinou com a RecordTV e estrelou as novelas Escrava Mãe, interpretando o delegado Loreto, seu papel de maior destaque, e Apocalipse, além de se tornar repórter do reality show Power Couple e apresentador de sua versão online, entrevistando os eliminados. Assinou contrato com o SBT novamente para viver o professor de música Renato Araújo em Poliana Moça. Após uma breve passagem pela Rede Globo, onde interpretou o empresário Tonico Valverde na novela Fuzuê, retorna a RecordTV para participar da novela Reis.

## Vida pessoal
Em 1985 começou a namorar a Miss Brasil Márcia Gabrielle, de quem chegou a ficar noivo, mas terminou um ano depois. Em 1988 Junno começou a namorar a apresentadora Cléo Brandão, com quem permaneceu junto até 1999. Do relacionamento nasceu seu primeiro filho, Vinícius Andrade, em 1988. Entre 2000 e 2007 namorou a modelo Giuliana Masiviero, tendo sua segunda filha, Luana, nascida em 2004. Em dezembro de 2012 começou a namorar a apresentadora Xuxa. Em fevereiro de 2024 descobriu através de teste de DNA ser pai de Eduardo Tadeu, fruto de um caso amoroso com Izabel.

## Filmografia

### Televisão
| Ano     | Título                       | Personagem            | Notas                                               |
| ------- | ---------------------------- | --------------------- | --------------------------------------------------- |
| 2012    | Corações Feridos             | Eliseu                |                                                     |
| 2012    | Salve Jorge                  | Santiago Moura        |                                                     |
| 2013    | Agora Sim!                   | Roberto Parsi         | Episódio: "Vizinhos"                                |
| 2013    | O Negócio                    | Marcel                | Episódio: "Fidelização" Episódio: "Share of Wallet" |
| 2014    | Boogie Oogie                 | Amaury Sampaio        |                                                     |
| 2016    | Escrava Mãe                  | Capitão Loreto Veloso |                                                     |
| 2017    | Apocalipse                   | Arthur Pestana        |                                                     |
| 2018    | Power Couple Brasil          | Repórter              | Temporada 3                                         |
| 2018–19 | Dancing Brasil               | Repórter              | Temporadas 4–5                                      |
| 2019    | Malhação: Toda Forma de Amar | Dr. Carlos Viana      | Episódios: "18 de novembro–12 de janeiro"           |
| 2022    | Poliana Moça                 | Renato Araújo         |                                                     |
| 2023    | Fuzuê                        | Tonico Valverde       |                                                     |

### Cinema
| Ano  | Título               | Personagem  | Notas |
| ---- | -------------------- | ----------- | ----- |
| 2021 | Um Casal Inseparável | Dr. Ricardo |       |

### Internet
| Ano     | Título            | Cargo        |
| ------- | ----------------- | ------------ |
| 2017–18 | Power Couple Live | Apresentador |

## Teatro
| Ano     | Título                    | Personagem |
| ------- | ------------------------- | ---------- |
| 2010    | Sombras                   | Lucas      |
| 2011    | O Grande Reciclador       | Dr. Simas  |
| 2011–12 | Ninguém é de Ninguém      | Fagundes   |
| 2013–14 | À Noite Todo Gato é Pardo | Geraldo    |
| 2015    | Cinza                     | Thomas     |

## Discografia

#### Álbuns de estúdio
| Álbum           | Detalhes                                                                    |
| --------------- | --------------------------------------------------------------------------- |
| Juno            | - Lançamento: 29 de agosto de 1988 - Formatos: LP, cassete - Gravadora: RGE |
| Corpo e Coração | - Lançamento: 14 de maio de 1991 - Formatos: LP, cassete - Gravadora: RGE   |
| Juno            | - Lançamento: 18 de abril de 1995 - Formatos: CD, cassete - Gravadora: EMI  |

### Singles
| Título                 | Ano  | Álbum           |
| ---------------------- | ---- | --------------- |
| "Amor Clandestino"     | 1988 | Juno            |
| "O Primeiro Amanhecer" | 1989 | Juno            |
| "Ganhar ou Perder"     | 1989 | Juno            |
| "Eu te Darei o Céu"    | 1991 | Corpo e Coração |
| "Uma Chance"           | 1991 | Corpo e Coração |
| "Me Faz Perder o Medo" | 1995 | Juno            |

### Composições
| Título                 | Ano  | Gravada por               | Álbum                     |
| ---------------------- | ---- | ------------------------- | ------------------------- |
| "Amor de Novela"       | 1998 | Leandro & Leonardo        | Um Sonhador               |
| "Apaixonada por Você"  | 2000 | Wanessa Camargo           | Wanessa Camargo           |
| "Tanto pra te Dizer"   | 2001 | Zezé Di Camargo & Luciano | Zezé Di Camargo & Luciano |
| "Minha Timidez"        | 2001 | KLB                       | KLB                       |
| "Vou Gritar Seu Nome"  | 2001 | Wanessa Camargo           | Wanessa Camargo           |
| "Em Cada Amanhecer"    | 2002 | Fábio Júnior              | Fábio Jr. Acústico        |
| "Tentei te Esquecer"   | 2002 | Wanessa Camargo           | Wanessa Camargo           |
| "Louca Paixão"         | 2005 | Tânia Mara                | Louca Paixão              |
| "Vou Te Amar (Cigana)" | 2006 | Hugo Pena & Gabriel       | Ao Vivo em Colorado       |